# Hockey su ghiaccio alla XXXI Universiade invernale
I tornei di hockey su ghiaccio della XXXI Universiade invernale si sono svolti dall'11 al 22 gennaio 2023.

## Podi

### Uomini
| Evento          | Oro    | Argento     | Bronzo     |
| Torneo maschile | Canada | Stati Uniti | Kazakistan |

### Donne
| Evento           | Oro    | Argento  | Bronzo    |
| Torneo femminile | Canada | Giappone | Rep. Ceca |

## Medagliere
| Pos.   | Paese       | Oro | Argento | Bronzo | Totale |
| ------ | ----------- | --- | ------- | ------ | ------ |
| 1      | Canada      | 2   | 0       | 0      | 2      |
| 2      | Giappone    | 0   | 1       | 0      | 1      |
| 2      | Stati Uniti | 0   | 1       | 0      | 1      |
| 4      | Kazakistan  | 0   | 0       | 1      | 1      |
| 4      | Rep. Ceca   | 0   | 0       | 1      | 1      |
| Totale | Totale      | 2   | 2       | 2      | 6      |